# Supercopa Peruana 2020
La Supercopa Peruana 2020  fue la cuarta edición de supercopa y la primera bajo esta denominación, organizada por la Federación Peruana de Fútbol. Se disputó el 23 de enero de 2020 entre Deportivo Binacional, campeón de la Liga 1 2019 y Atlético Grau, campeón de la Copa Bicentenario 2019.
El ganador de la Supercopa fue el Club Atlético Grau por vencer por 3 a 0 a Deportivo Binacional, obteniendo así su segundo título nacional en su historia.

## Equipos clasificados
| Equipo               | Título                               |
| -------------------- | ------------------------------------ |
| Deportivo Binacional | Campeón de la Liga 1 2019            |
| Atlético Grau        | Campeón de la Copa Bicentenario 2019 |

## Partido
| 23 de enero de 2020 | Binacional | 0:3 (0:2) | Atlético Grau                        | Estadio Miguel Grau, Callao |                        |
|                     |            | Reporte   | Neira 22' · Lasso 25' · Collazos 47' | Árbitro(s): Diego Haro      | Árbitro(s): Diego Haro |

### Ficha
- Datos: Q83370939

| 1          | Guardameta     | Raúl Fernández    |     |
| 24         | Defensa        | Ángel Pérez       |     |
| 30         | Defensa        | John Fajardo      |     |
| 26         | Defensa        | Nery Bareiro      |     |
| 87         | Defensa        | Jeickson Reyes    |     |
| 18         | Centrocampista | Dahwling Leudo    | 46' |
| 8          | Centrocampista | Yorkman Tello     |     |
| 7          | Centrocampista | Johan Arango      | 71' |
| 10         | Centrocampista | Andy Polar        |     |
| 22         | Delantero      | Aldair Rodríguez  |     |
| 9          | Delantero      | Sebastián Gularte | 65' |
| Entrenador | Entrenador     | César Vigevani    |     |

| 1          | Guardameta     | Bernardo Medina    |     |
| 28         | Defensa        | Jonathan Acasiete  |     |
| 29         | Defensa        | Maelo Reátegui     |     |
| 4          | Defensa        | Jonathan Ávila     |     |
| 20         | Defensa        | Roberto Céspedes   |     |
| 16         | Centrocampista | Carlos Canales     |     |
| 19         | Centrocampista | Enmanuel Páucar    |     |
| 14         | Centrocampista | Gary Correa        | 75' |
| 18         | Centrocampista | Juan Raúl Neira    | 71' |
| 26         | Delantero      | Cristian Lasso     | 89' |
| 9          | Delantero      | Jefferson Collazos |     |
| Entrenador | Entrenador     | Pablo Zegarra      |     |

| 17 | Centrocampista | Reimond Manco  | 46' |
| 11 | Delantero      | Héctor Zeta    | 65' |
| 16 | Centrocampista | Roque Guachiré | 71' |

| 8  | Centrocampista | Diego Ramírez      | 71' |
| 11 | Centrocampista | Jairsinho Gonzales | 75' |
| 17 | Delantero      | Oshiro Takeuchi    | 89' |

|  |

| Anotado | 22' | Juan Neira         |
| Anotado | 25' | Cristian Lasso     |
| Anotado | 47' | Jefferson Collazos |

| Amonestado | 77' | Aldair Rodríguez |

| Amonestado | 14' | Maelo Reátegui |

| Árbitro             | Diego Haro   |
| Árbitros asistentes | Víctor Ráez  |
| Árbitros asistentes | Michael Orué |
| Cuarto árbitro      | Joel Alarcón |

| 1          | Guardameta     | Raúl Fernández    |     |
| 24         | Defensa        | Ángel Pérez       |     |
| 30         | Defensa        | John Fajardo      |     |
| 26         | Defensa        | Nery Bareiro      |     |
| 87         | Defensa        | Jeickson Reyes    |     |
| 18         | Centrocampista | Dahwling Leudo    | 46' |
| 8          | Centrocampista | Yorkman Tello     |     |
| 7          | Centrocampista | Johan Arango      | 71' |
| 10         | Centrocampista | Andy Polar        |     |
| 22         | Delantero      | Aldair Rodríguez  |     |
| 9          | Delantero      | Sebastián Gularte | 65' |
| Entrenador | Entrenador     | César Vigevani    |     |

| 1          | Guardameta     | Bernardo Medina    |     |
| 28         | Defensa        | Jonathan Acasiete  |     |
| 29         | Defensa        | Maelo Reátegui     |     |
| 4          | Defensa        | Jonathan Ávila     |     |
| 20         | Defensa        | Roberto Céspedes   |     |
| 16         | Centrocampista | Carlos Canales     |     |
| 19         | Centrocampista | Enmanuel Páucar    |     |
| 14         | Centrocampista | Gary Correa        | 75' |
| 18         | Centrocampista | Juan Raúl Neira    | 71' |
| 26         | Delantero      | Cristian Lasso     | 89' |
| 9          | Delantero      | Jefferson Collazos |     |
| Entrenador | Entrenador     | Pablo Zegarra      |     |

| 17 | Centrocampista | Reimond Manco  | 46' |
| 11 | Delantero      | Héctor Zeta    | 65' |
| 16 | Centrocampista | Roque Guachiré | 71' |

| 8  | Centrocampista | Diego Ramírez      | 71' |
| 11 | Centrocampista | Jairsinho Gonzales | 75' |
| 17 | Delantero      | Oshiro Takeuchi    | 89' |

|  |

| Anotado | 22' | Juan Neira         |
| Anotado | 25' | Cristian Lasso     |
| Anotado | 47' | Jefferson Collazos |

| Amonestado | 77' | Aldair Rodríguez |

| Amonestado | 14' | Maelo Reátegui |

| Árbitro             | Diego Haro   |
| Árbitros asistentes | Víctor Ráez  |
| Árbitros asistentes | Michael Orué |
| Cuarto árbitro      | Joel Alarcón |

|               |
| Campeón       |
| Atlético Grau |
| 1.er título   |